# 城隍庙 (太原)
城隍庙，位于山西省太原市杏花岭区鼓楼街道西缉虎营社区城坊街3号，万达广场东南角，天主堂对面。建于明洪武三年（1370年）。	

## 历史
太原城隍庙，始建于明洪武三年（1370），明万历二十七年（1559）重修，规模宏大，占地达1万多平方米，四进院。太原城隍被敕为“承天鉴国司民升福威灵王”，官秩为正一品。太原城隍神系唐人王贾。每年农历三月十五为大祭城隍。清康熙六十一年(1722)重修。民国二年（1913），太原军政府废弃传统封建祭祀，在城隍庙内建立平民工厂。抗日战争时期，阎锡山将其改建为西北印刷厂。殿宇大部分在“文革”中被拆，如今的城隍庙，仅存钟楼、鼓楼及东配殿。2012年，太原市政府修复城隍庙，并辟为美食街。

## 保护
2011年12月31日，城隍庙公布为第三批太原市文物保护单位。